# Abegesta reluctalis
Abegesta reluctalis is een vlinder uit de familie van de grasmotten (Crambidae). De wetenschappelijke naam van de soort is voor het eerst gepubliceerd in 1886 door George Duryea Hulst.
De soort komt voor in Canada (Ontario) en de Verenigde Staten.